# Ernest Burri
 (La Chaux-de-Fonds, 8 febbraio 1887 – La Ciotat, 24 giugno 1969) è stato un aviatore svizzero naturalizzato francese, pioniere dell'aviazione svizzera, pilota di idrovolanti fu pilota collaudatore dell'azienda aeronautica francese Chantiers Aéro-Maritimes de la Seine (CAMS) e secondo classificato all'edizione 1914 della Coppa Schneider.
Tra le varie imprese Burri annovera la conquista, il 9 agosto 1924, del primato mondiale di velocità per idrovolanti con passeggeri percorrendo, accompagnato da un passeggero, ai comandi di un CAMS 30T, prototipo quadriposto da trasporto civile, 500 km alla media di 123,94 km/h.